# Aegilops triuncialis
Égilope à trois arêtes
Espèce
Classification APG III (2009)

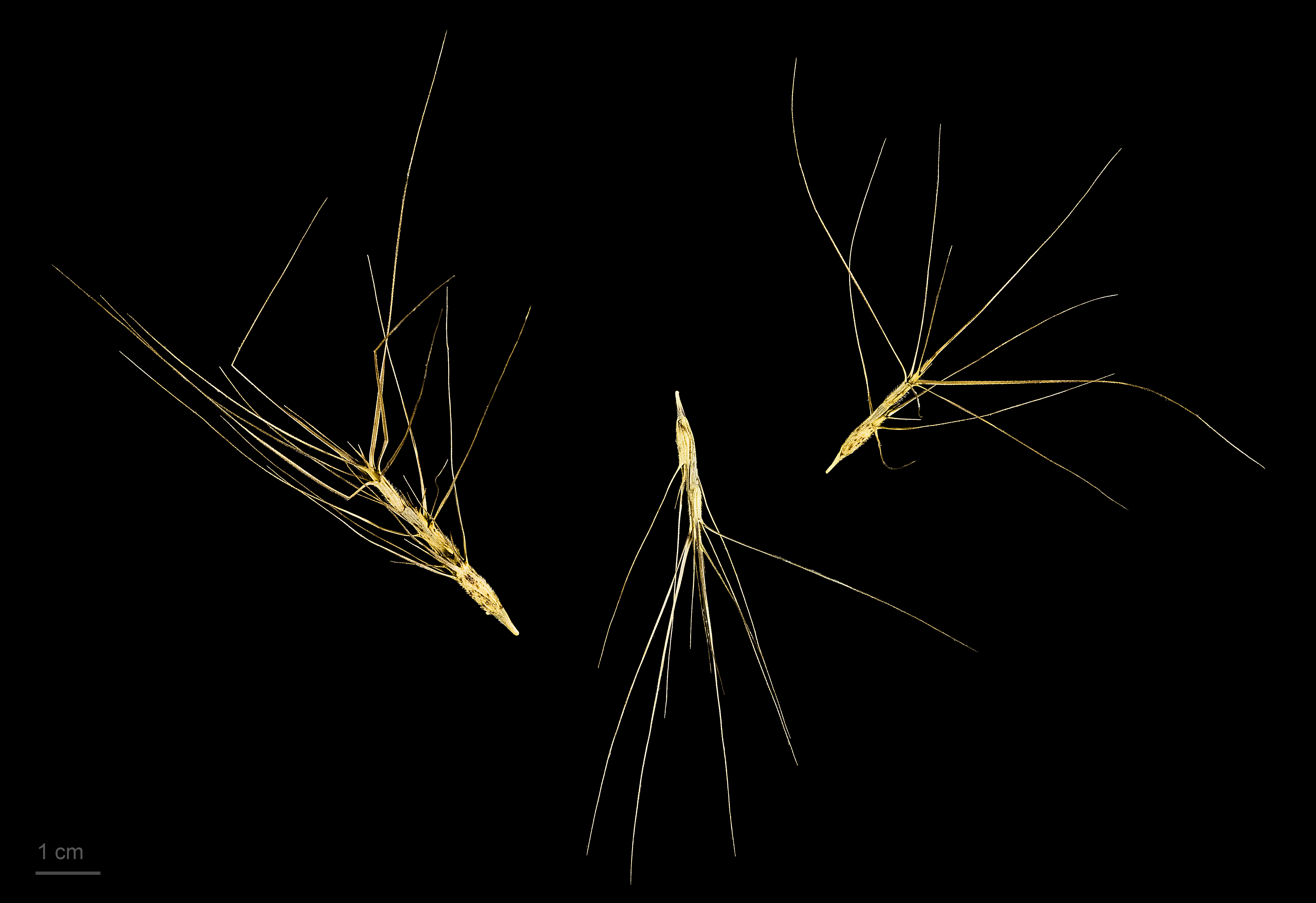
Aegilops triuncialis - Muséum d'histoire naturelle de Toulouse

Aegilops triuncialis, ou égilope à 3 arêtes, est une espèce végétale de la famille des graminées (Poaceae).

## Description

### Appareil végétatif
Cette plante herbacée annuelle mesure entre 20 et 30 cm de hauteur. Elle forme des touffes (plante cespiteuse). Les feuilles linéaires sont velues, de consistance molle et à l'extrémité pointue. Leur ligule est dentée. 

### Appareil reproducteur
L'inflorescence est un épi d'épillets mesurant entre 4 et 6 cm de longueur ; chaque épi comprend de 4 à 7 épillets. Il y a de 3 à 4 fleurs vert pâle par épillet, à glumes portant de 2 à 3 arêtes.